# The Midnight Ride of Paul Revere

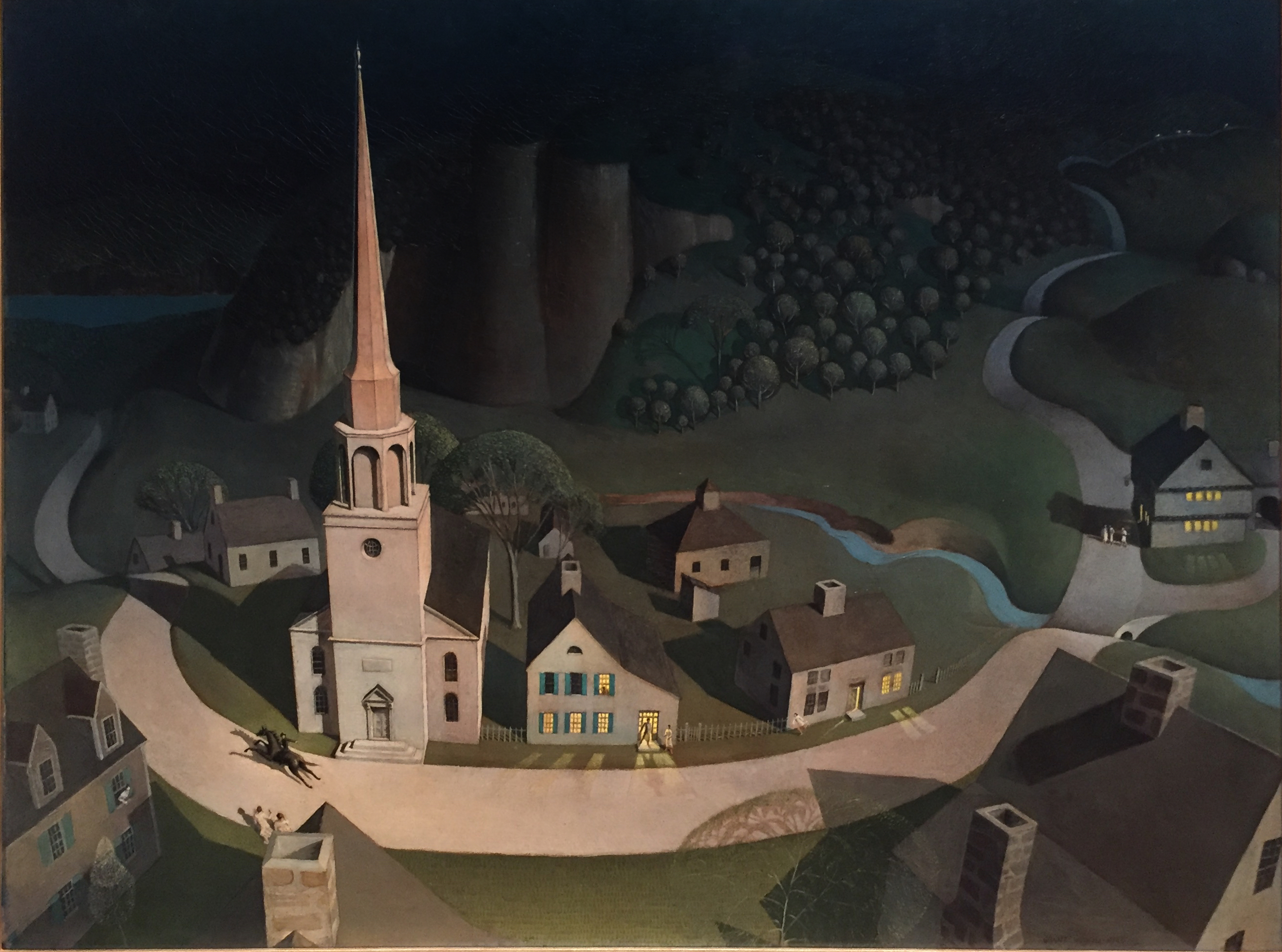
The Midnight Ride of Paul Revere 1931.
Olja på masonit 76 x 101 cm.

The Midnight Ride of Paul Revere är en oljemålning från 1931 av Grant Wood. Den föreställer den amerikanske patrioten Paul Revere under hans legendariska midnattsritt den 18 april 1775.
Grant Wood fick inspiration till målningen från dikten Paul Revere's Ride av den amerikanske poeten Henry Wadsworth Longfellow.
Från ett fågelperspektiv visar målningen Paul Revere på hästryggen, i full galopp genom den i månsken upplysta staden Lexington, Massachusetts. Trots verkets historiska ämne försökte Wood inte skildra scenen med saklig noggrannhet, och det dramatiska månskenet kastar orealistiska skuggor. De stiliserade husen, den geometriska grönskan och det höga perspektivet ger målningen en drömlik dimension.
Målningen tillhör sedan 1950 Metropolitan Museum of Art.